# ثعلبة شاملة
الثعلبة الشاملة أو الثعلبة البقعية الشاملة هي حالةٌ طبيةٌ تتضمن الفقدان السريع للشعر بأكمله، بما في ذلك حواجب العين والرموش. وهي أخطر أشكال الثعلبة البقعية، حيث تبلغ نسبة وقوع الإصابة بها 001.% (1 في 100000).

## الأسباب
قد تحدث الثعلبة الشاملة في أي عمرٍ من الأعمار، ومن المعتقد حاليًا أن تكون مرضًا مناعيًا ذاتيًا.، حيث يهاجم فيها الجهاز المناعي للشخص بصيلات الشعر. وقد تساهم العوامل الوراثية في داء الثعلبة لأن حوالي 20 ٪ من المصابين يكون لديهم فرد أو أكثر من العائلة مصابين بداء الثعلبة.

## العلاج
لا يوجد علاج معياري للثعلبة الشاملة. وقد تم اكتشاف العديد من العلاجات، بما في ذلك عوامل العلاج المناعي مثل إميكويمود وتوفاسيتينيب .
قد تكون الثعلبة الشاملة حادةً وقصيرة الأجل أو تظل بشكلٍ دائم. إلا أن إعادة نمو الشعر ممكنة دائمًا، حتى بالنسبة لهؤلاء الذين يفقدون الشعر بنسبة 100% عبر سنواتٍ عديدة، ففي يونيو 2014 ، ذُكر أن رجلاً يبلغ من العمر 25 عامًا يكاد يكون جسده خالِ من الشعر؛ نما شعراً لرأسه بالكامل، وكذلك الحواجب والرموش والوجه والإبط بعد ثمانية أشهر من العلاج.
ومع ذلك، فإنه من غير الممكن التنبؤ بموعد حدوث إعادة النمو.

### العلاجات الطبية الحالية
العلاج المناعي الموضعي: يتضمن العلاج المناعي الموضعي استخدام مسببات الحساسية الموضعية مثل: دايفن سيبرون وسكواريك اسيد داى بيوتيل إستر لتحفيز الاستجابة المناعية التي يعتقد أنها تقاوم عمل الخلايا التي تسبب تساقط الشعر. فقد أظهرت مراجعة جمعت وحللت نتائج 45 دراسة شملت 2227 مريضًا نمواً نسبياً في الشعر عند 54.5٪من مرضى الثعلبة الشاملة  ونموًا كاملاً للشعر عند 24.9٪  باستخدام العلاج المناعي الموضعى. و ولكن بجانب آثاره المفيدة في علاج داء الثعلبة، يمكن أن يكون له آثار جانبية خطيرة للغاية، مثل التهاب الجلد الحاد.
الستيرويدات القشرية: مثلت الستيروئيدات القشرية الموضعية أو عن طريق الحقن تحت الجلد، مثل بروبيونات كلوبيتاسول ، علاجًا فعالًا لمرضى داء الثعلبة. فقد لاحظت دراسة تضم 28 مريضًا نموًا إيجابيًا للشعر في 8 من المرضى (28.5٪) باستخدام مرهم بروبيونات كلوبيتاسول نسبته 0.05٪. وهذا يشبه إلى حد كبير النتائج المستمدة من تجارب العلاج المناعي الموضعي. بالإضافة إلى ذلك تشير الدراسات إلى أن استخدام الستيرويدات عن طريق الحقن تحت الجلد أكثر فعالية من الاستخدام الموضعي. ولكن الآثار الجانبية الرئيسية هي زيادة خطر الإصابة بالضمور الجلدي في المكان الذي يتم معالجته و الالتهاب الجريبي أيضا كمضاعفات عرضية.

#### العلاجات الطبية الاستقصائية والمستقبلية
مثبطات انزيمات كيناز الجانوز: أثبتت مثبطات انزيمات كيناز الجانوز التي كانت تستخدم سابقًا في علاج السرطان وأمراض أخرى كالتهاب المفاصل فعاليتها في التجارب الأولية لعلاج مرضى الثعلبة. وكانت هناك حالات متعددة من العلاجات الناجحة، منها رجل يبلغ من العمر 22 عامًا وذو تاريخ مرضى مع داء الثعلبة الشاملة والتهاب الجلد التأتبي قد تمت معالجته باستخدام (توفاسيتينيب) مثبط انزيمات كيناز الجانوز وبعد 10 أشهر عاود نمو الشعر في جميع أجزاء جسده المصابة وتحسن التهاب الجلد التأتبي. وتشير الدراسات الحالية إلى أن مثبطات انزيمات كيناز الجانوز الجهازية تحد من تطور داء الثعلبة، بينما تعمل مثبطات انزيمات كيناز الجانوز على تعزيز نمو الشعر وعكس المرض. والعديد من التجارب التي تخص مثبطات انزيمات كيناز الجانوز مثل توفاسيتينيب وروكسوليتينيب لا تزال جارية.

## وصلات خارجية
- Children's Alopecia Project
- Charlie Villenueva & alopecia profile نسخة محفوظة 22 أكتوبر 2012 على موقع واي باك مشين.